# Джефферсонвілл (Вермонт)
Джефферсонвілл (англ. Jeffersonville) — селище (англ. village) в США, в окрузі Ламойлл штату Вермонт. Населення — 750 осіб (2020).

## Географія
Джефферсонвілл розташований за координатами 44°38′31″ пн. ш. 72°49′38″ зх. д. / 44.64194° пн. ш. 72.82722° зх. д. (44.641956, -72.827277).  За даними Бюро перепису населення США в 2010 році селище мало площу 2,08 км², з яких 2,01 км² — суходіл та 0,07 км² — водойми.

## Демографія
Згідно з переписом 2010 року, у селищі мешкало 729 осіб у 325 домогосподарствах у складі 175 родин. Густота населення становила 351 особа/км².  Було 367 помешкань (177/км²).
Расовий склад населення:
| - 96,7 % — білих - 0,5 % — чорних або афроамериканців - 0,4 % — азіатів - 0,1 % — корінних американців |

До двох чи більше рас належало 2,2 %. Частка іспаномовних становила 0,4 % від усіх жителів.
За віковим діапазоном населення розподілялося таким чином: 24,7 % — особи молодші 18 років, 65,7 % — особи у віці 18—64 років, 9,6 % — особи у віці 65 років та старші. Медіана віку мешканця становила 32,0 року. На 100 осіб жіночої статі у селищі припадало 92,9 чоловіків;  на 100 жінок у віці від 18 років та старших — 92,6 чоловіків також старших 18 років.
Середній дохід на одне домашнє господарство  становив 60 395 доларів США (медіана — 51 250), а середній дохід на одну сім'ю — 71 990 доларів (медіана — 61 250). Медіана доходів становила 41 058 доларів для чоловіків та 29 821 долар для жінок. За межею бідності перебувало 17,6 % осіб, у тому числі 25,5 % дітей у віці до 18 років та 32,3 % осіб у віці 65 років та старших.
Цивільне працевлаштоване населення становило 517 осіб. Основні галузі зайнятості: мистецтво, розваги та відпочинок — 22,2 %, освіта, охорона здоров'я та соціальна допомога — 16,6 %, роздрібна торгівля — 15,7 %.